# Bionville
Bionville é uma comuna francesa na região administrativa de Grande Leste, no departamento de Meurthe-et-Moselle. Estende-se por uma área de 12,14 km². Em 2010 a comuna tinha 119 habitantes (densidade: 9,8 hab./km²).